# Шеффель, Фридрих
Фри́дрих Ше́ффель (нем. Friedrich Scheffel, латыш. Frīdrihs Šefels; 1865 (по др. сведениям, 1862), Либава, Российская империя — 1913) — российский архитектор и инженер немецкого происхождения, совладелец строительной компании «Шель и Шеффель», автор проектов около 35 жилых и общественных зданий в стиле модерн в Риге.

## Биография

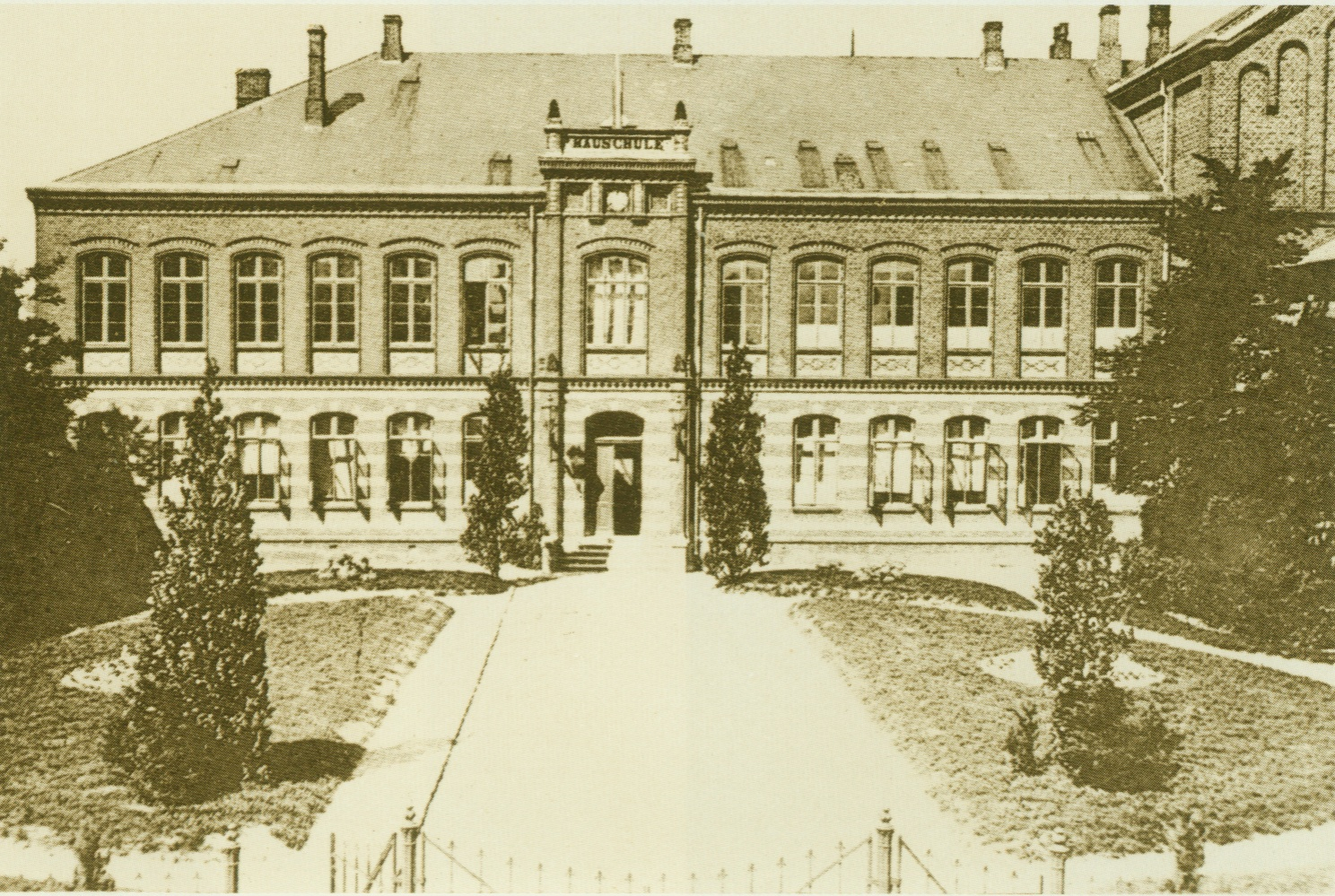
Строительная школа Эккернфёрде. Конец XIX века

Фридрих Шеффель родился в 1865 (по др. сведениям, 1862) году в Либаве. Получил образование в Германии, в Строительной школе Эккернфёрде, однако профессионального архитектурного образования не имел.  В 1899 году в Петербурге получил свидетельство на право проводить строительство зданий в Технико-строительном комитете Министерства внутренних дел Российской империи.
Не позднее 1900 года поступил учеником к академику архитектуры Генриху Шелю, совместное бюро получило название «Шель и Шеффель» (нем. Scheel&Scheffel; латыш. Šēls un Šefels). Оно стало пионером рижского модерна. Компания просуществовала до 1904 года, после её закрытия Шеффель осуществлял самостоятельные строительные работы в Риге.
Параллельно с архитектурной работой в Риге держал табачный магазин в Любеке.
Умер в 1913 году. По одним сведениям, местом кончины Фридриха Шеффеля была Рига, по другим — он скончался на пути в Любек от сердечной недостаточности.

## Архитектурные проекты
В творческом содружестве с Генрихом Шелем и самостоятельно Фридрих Шеффель спроектировал в общей сложности около 35 жилых и общественных зданий в стиле модерн, возведённых в Риге в начале XX века.
В числе известных работ архитектора — дом Генриха Детмана на улице Тиргоню, 4 (1900); дома на улицах улица Тербатас, 86 (1900), Альберта, 1 (1901), Шкюню, 10/12 (1902); дом торговца колониальными товарами купца Тупикова на улице Гертрудес, 10—12 (1902); дом купца Ильи Боброва на улице Смилшу, 8 (1902); книготорговый дом Карла Зихмана на улице Театра, 9 (1903—1904; с 1992 года в здании размещается Итальянское посольство), дома на улицах Базницас, 5 (1907) и Блауманя, 12а (1908), Дом с чёрными котами на улице Мейстару, 10 (1909), амбулаторное и больничное здания Рижской общины сестёр милосердия Красного Креста на улице Яня Асара, 3 (1912—1913) и др.
Шеффель также руководил строительством производственных корпусов завода «Унион» по проекту Петера Беренса на улице Бривибас, 214 (1913; с конца 1920-х годов там размещался завод «VEF») .
Постройки в Риге
1900
- Доходный дом (улица Альберта, 5)
- Доходный дом (улица Тербатас, 86)[К 2]
- Доходный дом с магазином («Дом Детмана» — улица Тиргоню, 4)[К 1]
1901
- Доходный дом (улица Альберта, 1)[К 2]
- Доходный дом (улица Кришьяня Валдемара, 23)[К 4]

1902
- Доходный дом (улица Гертрудес, 10—12)[К 2]
- Доходный дом с магазином (улица Смилшу, 8[К 2])
- Особняк (улица Судрабу Эджус, 1)
- Шкюню, 10/12[К 2]

1903
- Доходный дом с магазином (книготорговый дом Карла Зихмана; с 1992 года в здании размещается посольство Италии — улица Театра, 9)[К 2]

1904
- Доходный дом (улица Стабу, 8)

1905
- Школа с общежитием (улица Лачплеша, 60)

1907
- Доходный дом (улица Базницас, 5)

1908
- Доходный дом с магазинами (улица Блауманя, 12а)
- Доходный дом с магазином (улица Бривибас, 93)

1909
- Доходный дом с магазином («Дом с чёрными котами», улица Мейстару, 10)
- Доходный дом (улица Сколас, 19)

1910
- Доходный дом (улица Кришьяня Валдемара, 39)
- Доходный дом с магазином (улица Гертрудес, 103)

1911
- Доходный дом (улица Базницас, 34)
- Доходный дом с магазинами (улица Курбада, 1)
- Доходный дом с магазином (улица Матиса, 41)

1912
- Амбулаторное и больничное здание Рижской общины сестёр милосердия Красного Креста (улица Яня Асара, 3)[К 5]

1913
- Доходный дом с магазинами (Улица Авоту, 2)
- Корпус завода русского электротехнического общества «Унион» (на углу улиц Бривибас и Унияс)[К 6]

## Творческая манера

### Компания «Шель и Шеффель». 1900—1904

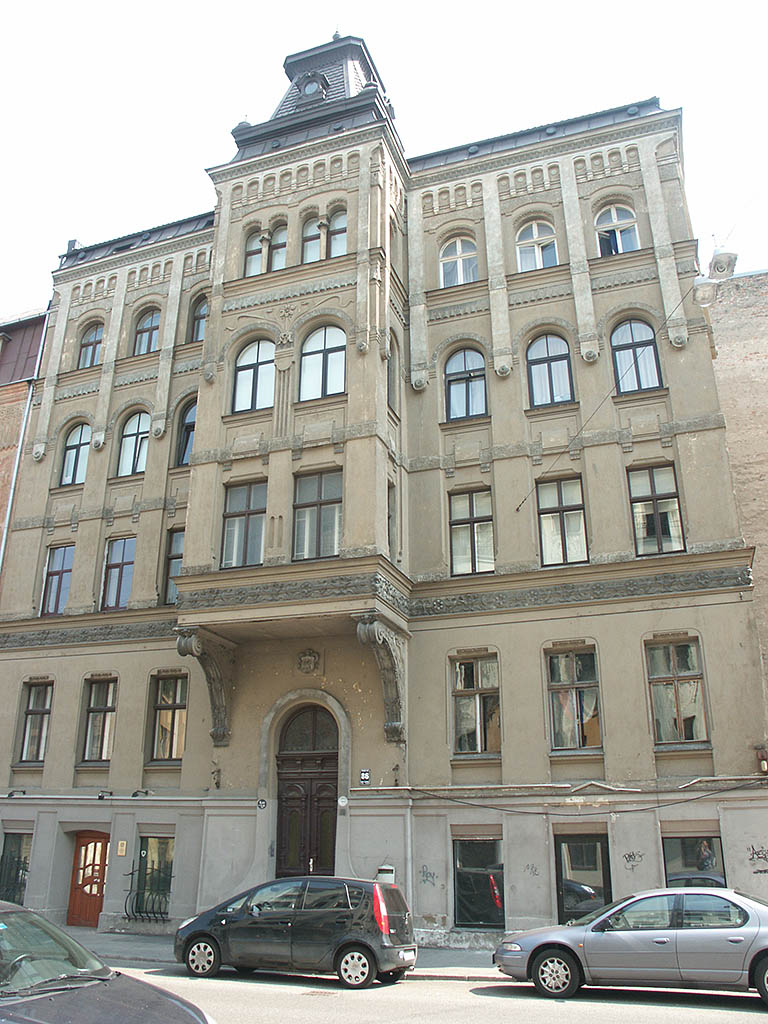
Улица Тербатас, 86 (1900)

Историк архитектуры Янис Крастиньш отмечает появление признаков модерна в творчестве Генриха Шеля и Фридриха Шеффеля начиная с 1900 года, когда архитекторами был выполнен проект дома на улице Тербатас, 86, пространственное решение которого «резко отличается от доходных домов предыдущей эпохи». Ряд художественных особенностей здания (два фасада, эркер) обусловлены такими утилитарными задачами, как увеличение полезной площади и улучшение освещённости ориентированного на северо-запад строения. Объёмная композиция здания подчёркнута орнаментальным декором, отдельные детали фасада выполнены в готических мотивах.
В проекте дома на улице Шкюню, 10/12 (1902) Крастиньш отмечает отход архитекторов от композиционных приёмов и деталей эклектизма и «поиски современных рациональных форм» — архитектурный облик здания, формируемый остеклёнными витринами первого этажа, перекликающимися с оконными проёмами второго уровня и арочными перекрытиями, ассоциируется с вокзальными сооружениями 2-й половины XIX века.
Указывая на присутствие тенденций рационализма в творчестве архитекторов, Крастиньш отмечает также ряд работ, выполненных в эклектично-модернистской манере, в их числе доходные дома на улицах Альберта, 5 (1900; под проектом подпись только Ф. Шеффеля), Тиргоню, 4 (1900), Гертрудес, 10—12 (1902), Смилшу, 8 (1902), Театра, 9 (1903) и др., в решениях которых присутствуют «богатые орнаментальные мотивы модерна в сочетании с композиционными приёмами эклектизма».

### Индивидуальное творчество. 1904—1913
В числе особенностей собственного художественного языка Фридриха Шеффеля Крастиньш выделяет асимметричное решение фасадов и их рациональную разработку, важную роль оконного проёма в композиции фасадов, «сдержанное применение» или полное отсутствие орнаментики, активное использование отделочных материалов и фактур штукатурки, функциональность и продуманность планировки.
Асимметричная композиция шеффелевских фасадов, как правило, продиктована решением внутренней планировки зданий и назначением помещений — к примеру, «если лестничная клетка ориентирована на улицу, то её окна сдвинуты по вертикали в соответствии с перепадом уровня промежуточных площадок лестницы относительно уровня междуэтажных перекрытий».
Показательным примером функциональности и удобства планировки, согласно Крастиньшу, служит выполненный Шеффелем проект доходного дома на улице Бривибас, 93 (1908), ставшего одним из первых жилых домов в Риге, где ванная комната расположена в глубине квартиры, рядом со спальными помещениями.
В качестве «наиболее выдающегося» примера «высокого уровня архитектурно-художественной выразительности» работ Шеффеля Крастиньш приводит проект доходного дома на улице Базницас, 5 (1907) с асимметричным фасадом и массивными эркерами, завершающимися фронтонами с плавно изогнутыми контурами. В композиции фасада здания учёный видит «тенденци[ю] к вертикальной направленности форм, их выраженной „перпендикулярности“», которая проявляется в «архитектурной интерпретации эркера», «формах и организации оконных проёмов».

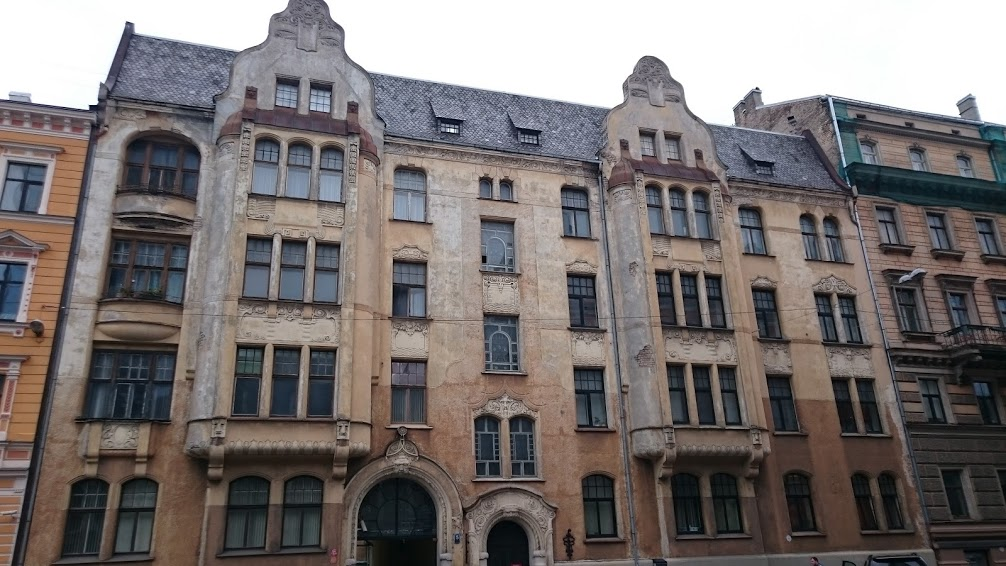
Улица Базницас, 5 (1907)

Рисунок утопленного в поверхность штукатурки рельефного орнамента фасада составлен из «напряжённо изогнутых» линий и геометрических фигур, «будто вытекающи[х] из плоскости стены и снова исчезающи[х] в её гладкой поверхности».

Задача орнамента — выявить утилитарные пространственно-конструктивные элементы и архитектурные детали здания — эркеры, оконные проёмы, входной портал и лоджии, сохраняя органичную связь с архитектурной формой, сливаясь с ней и доводя характер этой связи до уровня синтеза искусств.

## Память и наследие
Свыше 50 предметов, связанных с жизнью Фридриха Шеффеля, находятся в Лиепайском музее истории и искусства, в их числе — студенческая фуражка Шеффеля с эмблемой «Eckernförde», золотое кольцо с сапфировым камнем, подаренное им будущей жене Луизе в день помолвки, подаренный им другу портсигар, фотографии и открытки из семейного архива и др.
Архитектурные постройки Фридриха Шеффеля, сохранившиеся в Риге по сей день, считаются образцами раннего рижского модерна, многие из них стали городскими достопримечательностями.

## Комментарии
1. 1 2  Совместно с Г. Шелем и В. Гааном (нем. W. Hahn)[9].
2. 1 2 3 4 5 6 7 8 9 10 11 12  Совместно с Г. Шелем («Šēls un Šefels»).
3. ↑  По др. сведениям, 1910[10].
4. ↑  Совместно с А. Гизеке и Г. Шелем[17].
5. ↑  По др. сведениям, 1910.
6. ↑  Руководство строительством по проекту Петера Беренса.
7. ↑  Поступили в коллекцию в 2017 году[2].